# 나시르 앗딘 샤
나세르 알 딘 샤(1831년 7월 16일 ~ 1896년 5월 1일, 페르시아어: ناصرالدین شاه قاجار Nāṣira’d-Dīn Shāh Qājār)는 페르시아의 왕(Shah)이며, 카자르 왕조는 그의 치세 동안 전성기를 이루었다. 1848년 선왕이 서거하자 재상인 아미르 카비르의 추대를 받아 왕위에 올랐다.
이란 최초로 전신 및 우편 체계를 도입하고, 근대적 교육기관을 설립하였으며 신문을 발행했다. 이 과정에서 서양의 과학 기술을 이란으로 도입했다. 군사력 강화에도 힘썼다. 그러나 이 때문에 재정이 안전하지 못하였으며, 이로 인해 많은 이권을 영국과 러시아에 넘겨야만 했다. 이란의 모든 이권이 외세에 넘어간 것을 왕조의 책임으로 여겼던 이란 국민과 성직자들은 1892년에 외산 담배 불매 운동을 일으켜 일부 이권이 이란으로 되돌아왔다.
나세르 알 딘 샤는 1896년 5월 1일에 이슬람 사상가 자말 압딘 알 아프가니의 추종자였던 미르자 레자 케르마니에 의해 암살당했다.
그는 암살당한 장소인 테헤란 근처의 라이(Rayy)에 위치한 샤 압돌 아짐 사원의 묘지에 안장되었다. 그 후 아들인 무자파르 알딘 샤가 왕위를 이었고 사후 나세르 알 딘 샤를 암살한 미르자 레자 케르마니는 같은해 8월 10일 처리되었다.

## 수여받은 훈장
- 흰독수리 기사단 훈장, 1838년 러시아 제국
- 레지옹 도뇌르 그랑-크루아, 1855년 프랑스
- 성 이슈트반 대십자 훈장, 1859년 오스트리아 제국
- 성 마우리치오-라자로 대십자 훈장, 1862년 이탈리아 왕국
- 가장 고요한 성수태고지 기사단 훈장, 1862년 이탈리아 왕국
- 네덜란드의 사자 대십자 훈장, 1868년 네덜란드
- 성 안드레이 기사단 훈장, 1873년 러시아 제국
- 성 알렉산드르 네프스키 기사단 훈장, 1873년 러시아 제국
- 성 스타니슬라바 기사단 훈장 1등급, 1873년 러시아 제국
- 성 안나 기사단 훈장, 1등급, 1873년 러시아 제국
- 가터 훈장 (KG), 1873년 영국
- 검은독수리 기사단 훈장, 1873년 독일 제국
- 빨간 독수리 대십자 훈장, 1873년 독일 제국
- 레오폴트 훈장 그랑-코르동, 1873년 벨기에
- 고귀한 명예 훈장, 1880년 오스만 제국

## 자녀
그는 11남 10녀를 두었다.
- 왕자

솔탄 마흐무드 미르자 (1847 - 1849), 황태자, 1849년

솔탄 모인 알딘 미르자 (1849 - 1856. 11. 6) 황태자, 1849-1856

솔탄 마수드 미르자 젤레 솔탄 (1850. 1. 5. - 1918. 7. 2.)

모하마드 카셈 미르자 (1850 - 1858. 6.2 9) 황태자, 1856-1858

솔탄 호세인 미르자 잘랄 에드-돌레 (1852 - 1868)

무자파르 알딘 샤 (1853. 3. 25. - 1907. 1. 7.)

캄란 미르자 나예브 에스-살타네 (1856. 7. 22. - 1927)

노스라트 알딘 미르자 살라르 에스-살타네 (1882. 3. 2. - 1954)

모하마드 레자 미르자 로큰 에스-살타네 (1884. 1. 30. ~ 1951. 7. 8.)

후세인 알리 미르자 야민 에드-도웨 (1890 - 1952)

아흐마드 미르자 아즈드 에스-살타네 (1891 - 1939)

- 공주

아프사르 에드-돌레

파크르 올-몰루크 (1847 - 1878. 4. 9)

에스마드 에드-돌레 (1855 - 1905. 9. 3)

지아 에스-살타네 (1856 - 1898. 4. 11)

파크르 에드-돌레 (1859 - 1891)

포루크 에드-돌레 (1862 - 1916)

에프체카르 에스-살타네 (1880 - 1941)

파라 에스-살타네 (1882 - 1899. 4. 17.)

타지 에스-살타네 (1883 - 1936. 1. 25.)

에즈 에스-살타네 (1888 - 1892)

## 같이 보기
- 영국-페르시아 전쟁
- 바브교